# Walter Hely-Hutchinson
Walter Francis Hely-Hutchinson (22 août 1849-23 septembre 1913) est un diplomate anglo-irlandais et un administrateur colonial.

## Biographie
Il est le deuxième fils de Richard Hely-Hutchinson (4e comte de Donoughmore), et fréquente l'Université de Cambridge.
Il est avocat de l'Inner Temple. Il entame en 1877 une carrière d'administrateur colonial, comme Secrétaire privé de Sir Hercules Robinson, gouverneur de la Nouvelle-Galles du Sud; pour les affaires fidjiennes, 1874; pour la Nouvelle-Galles du Sud, 1875; Secrétaire colonial de la Barbade, 1877; Secrétaire en chef du gouvernement de Malte, 1883; Lieutenant-gouverneur de Malte entre 1884 et 1889, gouverneur et commandant en chef des îles du Vent entre 1889 et 1893 et gouverneur et commandant en chef du Natal et du Zululand entre 1893 et 1901 et commissaire spécial pour Amatongaland. Pendant qu'à Natal il inaugure le système de gouvernement responsable dans Natal et réalise l'annexion des territoires de Trans-Pongola, qui forment une partie intégrante de Zululand.
Il est nommé gouverneur de la Colonie du Cap en 1901, au plus fort de la seconde guerre des Boers en Afrique du Sud, et est le dernier gouverneur britannique jusqu'à ce que le poste disparaisse lorsque la colonie rejoint l'Union sud-africaine en 1910. Il est également haut-commissaire pour l'Afrique australe en 1909 pendant l'absence de Lord Selborne. Après la fin de la guerre des Boers en juin 1902, il est parmi les responsables de l'introduction du règlement de paix dans la colonie. En novembre-décembre 1902, il fait une tournée d'un mois dans les districts de Malmesbury, Saldanha Bay, Piquetberg, Clanwilliam et Ceres.
Il reçoit le doctorat honorifique en droit (LL. D.) par l'Université d'Édimbourg et est investi comme Chevalier Grand-Croix de l'Ordre de Saint-Michel et Saint-Georges. Il est nommé conseiller privé.
Hey-Hutchinson épouse en 1881 la fille du général WC Justice, CMG (commandant les troupes à Ceylan). Leur fils est le compositeur Victor Hely-Hutchinson (en)  sa fille, Natalie, épouse l'archéologue et administrateur Gerard Mackworth Young .